# ギンツブルグ-ランダウ理論
ギンツブルグ-ランダウ理論は、1950年にロシアで発表された超伝導を説明する現象論で、ランダウの相転移の理論と平均場理論を基にしている。Ψで表される秩序（オーダー）パラメータと呼ばれる超伝導の秩序の程度を表すパラメータを用いたのが特徴で、ベクトルポテンシャルAによるギンツブルグ-ランダウ方程式で表される。
この理論では、系のヘルムホルツの自由エネルギーについて、変分法によってその平衡状態を求めたとき、或る温度以下では電子対凝縮が起きた状態の方がエネルギーが低いことが示された。すなわち個々の電子として存在するよりも、もうひとつの電子と対を成す方がより安定である事を示した。この電子対は7年後に提唱されたBCS理論におけるクーパー対に相当する。またこの方程式から得られるパラメーターの比から第一種・第二種超伝導体の区別を与える。
この理論によって、それまでの現象論であるロンドン理論の不足が補われた。ギンツブルグは本業績により2003年ノーベル物理学賞を受賞。ミクロ理論は、J.バーディーンらによるBCS理論(1957)。

## 自由エネルギー
ギンツブルクとランダウは、超伝導を平均場理論を用いて考える際、秩序パラメータを複素数のマクロ波動関数とした。自由エネルギーは
{\displaystyle F=F_{n}+\alpha |\psi |^{2}+{\frac {\beta }{2}}|\psi |^{4}+{\frac {1}{2m}}\left|\left(-i\hbar \nabla -2e\mathbf {A} \right)\psi \right|^{2}+{\frac {|\mathbf {H} |^{2}}{2\mu _{0}}}}
と書くことができる。ここで{\displaystyle F_{n}}は常伝導状態での自由エネルギーである。このとき、{\displaystyle |\psi ({\rm {r}})|^{2}}は超伝導電子密度{\displaystyle n_{s}({\rm {r}})}に対応している。

## ギンツブルグ-ランダウ方程式
自由エネルギーを変分すると
{\displaystyle \alpha \psi +\beta |\psi |^{2}\psi +{\frac {1}{2m}}\left(-i\hbar \nabla -2e\mathbf {A} \right)^{2}\psi =0}
というギンツブルグ-ランダウ方程式を得ることができる。また、量子力学的超伝導電流は
{\displaystyle \mathbf {J} ={\frac {2e}{m}}\left(\psi ^{*}\left(-i\hbar \nabla -2e\mathbf {A} \right)\psi \right)}
のように書ける。
この方程式を解くことでさまざまな熱力学的量を計算することができる。
また、この方程式から得られる有用な情報として、波動関数の空間変動の特徴的な長さであるコヒーレンス長：
{\displaystyle \xi ={\sqrt {\frac {\hbar ^{2}}{2m|\alpha |}}}}
と、侵入した磁場の空間変動の特徴的な長さである磁場侵入長：
{\displaystyle \lambda ={\sqrt {\frac {m}{4\mu _{0}e^{2}\psi _{0}}}}}
がある。これらの比{\displaystyle \kappa =\lambda /\xi }はギンツブルグ・ランダウパラメータと呼ばれ、磁場をかけたときの超伝導体の振る舞いを決定づける。
{\displaystyle \kappa <1/{\sqrt {2}}}では第一種超伝導体に、
{\displaystyle \kappa >1/{\sqrt {2}}}では第二種超伝導体になる。

## 線形ギンツブルグ-ランダウ方程式
臨界磁場近傍など、秩序パラメータが小さいと考えられる場合は、{\displaystyle \beta }の項を落とすことができて
{\displaystyle \alpha \psi +\ {\frac {1}{2m}}\left(-i\hbar \nabla -2e\mathbf {A} \right)^{2}\psi =0}
という線形化されたギンツブルグ-ランダウ方程式を得る。これはシュレーディンガー方程式と同じ形式をしているので、その解法を利用することができる。

## ギンツブルグ-ランダウモデルの飽和
飽和を考えに入れると、第二種の超伝導に対し、ダスグプタ(Dasgupta)とハルペリン(Halperin)が示したように、相転移形は普通の状態では、第二オーダーである。一方、ハルペリン(Halperin)、ルベンスキー(Lubensky)、マ(Ma)が示したように、第一種超伝導は第一オーダーである。

## ギンツブルグ-ランダウ理論に基づく超伝導の分類
ギンツブルグとランダウのもともとの論文では、通常の状態と超伝導の状態の間をとりもつエネルギーに依存する 2つのタイプの超伝導が観察された。ギンツブルグとランダウの理論からの発見で最も重要な理論は、1957年にアレクセイ・アブリコゾフ(Alexei Abrikosov)による発見である。彼は、ギンツブルグ-ランダウ理論を使い、超伝導の合金と薄膜の実験の説明をした。彼は、強い磁場の中の第二種の超伝導を発見し、場は磁束の量子化された六角形の格子状のチューブを貫通する。これを彼に因みアブリコソフの渦(Abrikosov vortices)と言う。

## 弦理論の中のランダウ-ギンツブルグ理論
素粒子物理学では、唯一の古典的真空状態と退化する臨界点(degenerate critical point)のあるポテンシャルエネルギーを持つ場の量子論は、ランダウ-ギンツブルグ理論と呼ばれる。時空の次元が 2 である N=(2,2) 超対称性理論への一般化は、カムラン・ヴァッファとニコラス・ワーナー(Nicholas Warner)の1988年11月の論文で提案され、この一般化はスーパーポテンシャル(superpotential)が退化する臨界点をもつことを意味している。同じ月に、ブライアン・グリーン(Brian Greene)とともに、これらの理論がくりこみ群やカラビ・ヤウ多様体上のシグマモデルと関係づいていると議論した 。また、エドワード・ウィッテン(Edward Witten)は、彼の1993年の論文 の中で、ランダウ-ギンツブルグ理論とカラビ・ヤウ多様体上のシグマモデルは、同じ理論の異なる相(phase)であると議論した。これらのモデルは、後日、ブレーンの構成のようなモノポールをもつ 4次元のゲージ理論の低エネルギー力学として記述することに使われている

### 論文
- V.L. Ginzburg and L.D. Landau, Zh. Eksp. Teor. Fiz. 20, 1064 (1950). English translation in: L. D. Landau, Collected papers (Oxford: Pergamon Press, 1965) p. 546
- A.A. Abrikosov, Zh. Eksp. Teor. Fiz. 32, 1442 (1957) (English translation: Sov. Phys. JETP 5 1174 (1957)].)  Abrikosov's original paper on vortex structure of Type-II superconductors derived as a solution of G–L equations for κ > 1/√2
- L.P. Gor'kov, Sov. Phys. JETP 36, 1364 (1959)
- A.A. Abrikosov's 2003 Nobel lecture: pdf file or video
- V.L. Ginzburg's 2003 Nobel Lecture: pdf file or video
- Gaiotto, David; Gukov, Sergei; Seiberg, Nathan (2013), “Surface Defects and Resolvents”, Journal of High Energy Physics

### 書籍
- D. Saint-James, G. Sarma and E. J. Thomas, Type II Superconductivity Pergamon (Oxford 1969)
- M. Tinkham, Introduction to Superconductivity, McGraw–Hill (New York 1996)
- de Gennes, P.G., Superconductivity of Metals and Alloys, Perseus Books, 2nd Revised Edition (1995), ISBN 0-201-40842-2 (this book is heavily based on G–L theory)
- Hagen Kleinert, Gauge Fields in Condensed Matter, Vol. I World Scientific (Singapore, 1989);  Paperback ISBN 9971-5-0210-0 (also available online here)
- 神保秀一、森田善久：「ギンツブルクーランダウ方程式と安定性解析」、岩波書店（岩波数学叢書）、ISBN 978-4-00-007561-9 (2009年5月28日).